# 고도베리어
고도베리어(Godoberi)는 러시아 다게스탄 남서부에서 사용되는 북동캅카스어족 안디어군의 언어이다. 고도베리인이 사용하며, 화자 수는 약 3,000명이다.
고도베리어의 모어 화자는 고도베리(Годобери)와 지비르할리(Зибирхали)라는 2개 마을에 분포하고 있다. 두 마을은 다게스탄 남서부 산악지대의 Andi-Koisu강 좌안에 위치하고 있다. 마을마다 각각 방언이 있는데 두 방언은 주로 발음에 차이가 있다. 고도베리어는 안디어군 언어 중 차말랄어, 보틀리흐어와 가장 가깝다. 19세기 이래로 러시아 제국 및 소련의 지배로 인해 러시아어의 영향을 강하게 받았다.